# Горбач, Евгений Андреевич
Евгений Андреевич Горбач (22 февраля [7 марта] 1901, Шаповаловка, Черниговская губерния — 18 октября 1984, Киев) — советский художник; режиссёр и художник-постановщик

 мультфильмов Киевской киностудии; член Союза художников СССР.

## Биография
Евгений Горбач родился 22 февраля 1901 года в с. Шаповаловка (ныне — в Борзнянском районе Черниговской области) в крестьянской семье.
Когда ему исполнилось 5 лет, умер отец, через три года похоронили мать. Жил у дяди. Евгений Горбач закончил церковно-приходскую школу, затем — четырёхклассное училище в Борзне. Здесь на него обратил внимание преподаватель Борзенской гимназии и предложил посещать открытые им в Борзне «рисовальные классы». Затем Евгений Горбач поступил в школу садоводства, огородничества и пчеловодства.
В 1929 году окончил художественный институт в Киеве (мастерская Ф. Г. Кричевского).
С 1929 работал художником-аниматором, с 1934 — режиссёром мультцеха Киевской киностудии ВУФКУ. С 1939 (после ликвидации мультцеха) по 1947 год работал в учебной кинематографии.
С 1947 года занимался живописью и оформлением книг.

## Творчество
В 1929—1934 годы снимал мультипликационные вставки в учебные и технические фильмы.
С 1937 года участвовал в республиканских выставках.
Основные произведения — в станковой живописи:
- «1905 год на Запорожье» (1929)
- «Осенний мотив» (1937)
- «Обыск Т. Г. Шевченко в Оренбурге» (1939)
- «Механический цех» (1946)
- «Весна на Днепре» (1947).

### Фильмография
режиссёр
- «Мурзилка в Африке» (1934)
- «Чемпион поневоле» (1934)
- «Тук-тук и его приятель Жук» (1935)
- «Жук в зоопарке» (1936)
- «Лесной договор» (1937)

художник-постановщик
- «Жук в зоопарке» (1936)[5]

## Память
Личное дело Е. А. Горбача (документы 1960—1984 годов) хранится в Российском государственном архиве литературы и искусства.

## Комментарии
1. ↑  В источниках местом рождения указывается также Шепетовка Черниговской области[4], по-видимому, ошибочно.